# Idegen gyermekek
Az Idegen gyermekek grúzul: სხვისი შვილები 1958-as szovjet, grúz játékfilm, amelyet a Grúz Filmstúdió készített. Rendezte: Tengiz Abuladze . Forgatókönyvírói: Revaz Dzsaparidze, és Tengiz Abuladze.
A film forgatókönyve egy, a Komszomolszkaja Pravda című újságban 1954-ben megjelent esszén alapult, amelyben a szerző, Nina Alekszandrova egy oroszországi tartományi városban játszódott történetet írt le – egy asszony hogyan nevelte fel anyai gondoskodással a férje korábbi házasságából született gyermekeit, akiket apjuk, vele együtt elhagyott,  .

## Történet
Data, mozdonyvezető, özvegy egyedülálló apa, két gyermeket nevel. Egész napját a munkahelyén tölti a vasúton, és nagy nehézségekbe ütközik családja és gyermekei eltartása. Data kísérlete, hogy feleségül vegye szerelmét, Theót, eredménytelennek bizonyul – Theo nem tudja vállalni azt a felelősséget, hogy két gyermek anyja legyen, és a elválás mellett dönt. Apjuk felügyeletétől megfosztva a kis Gia és Lia felügyelet nélkül bolyonganak az utcákon, és tolvajokkal találkoznak. Az egyik ilyen incidens során a gyerekek találkoznak és összebarátkoznak egy fiatal, Nato nevű diáklánnyal. Nato, aki maga is árvaházban nőtt fel, kedvesen bánik a gyerekekkel, ezért a gyerekek megszeretik őt.. Nato szépsége és erényes természete a gyerekek apját is elbűvöli, és megkéri a lányt, hogy elvegye feleségül. A boldogság visszatér a bajba jutott családba – Nato gondoskodó és ragaszkodó felesége lesz Datának és szerető anyja a gyerekeknek, de az idill nem tart sokáig. Idővel Data rájön, hogy nem tud uralkodni Theo iránt érzett szerelmén, ezért elhagyja a családját, és Theóval megy. A megsértett és elhagyott feleség Nato megszökik otthonról, de a vonatot üldöző gyerekek elkeseredettsége ráébreszti, hogy számára már nem idegenek Data  elhagyott gyermekei. Könnyeivel küszködve Nato leugrik a mozgó vonatról, és gyermekeivel hazatér. 

## Szereplők
- Cicino Cicisvili – Nato
- Otar Koberidze – Data
- Asmat Kandaurisvili – Theo
- Nani Csikvinidze – Lia
- Roland (Miho) Borasili – Gia
- Szeszilia Takaisvili – Elizabet
- Joszep (Soso) Lagidze
- Akaki Kvantaliani
- Jekaterina Veruleisvili
- Eraszti Bilanisvili
- David Kobulov (Kobulasvili)
- Giorgi Zuzunasvili

## Díjak
- Ezüstérem: Porta Terme (Olaszország) Nemzetközi Filmfesztivál (1965) [1]